# イタチウオ
イタチウオ（鼬魚、学名：Brotula multibarbata）は、アシロ目アシロ科に分類される魚類の1種。

## 分布・生態
南北アメリカ大陸沿岸を除く太平洋とインド洋にアフリカ東岸からハワイまで広く分布する海水魚である。
日本では福島県、富山県以南に分布する。
水深1-650メートルに生息する底魚である。
夜行性で昼間は岩間や岩穴に潜んでいる。
深海性の種が多いアシロ科では珍しく浅海の岩礁域やサンゴ礁域、潮だまりで採集され、長い間浅海性とされてきたが、成魚は深海にも生息することが分かっている。
小魚や甲殻類などのネクトンやベントスを食べる。
卵生で産卵期は7 - 8月。卵は楕円形で、寒天質の卵嚢に包まれて産み落とされ海中を浮遊する。
稚魚は沖合の表海水層で発見されている。
生活史はほとんど解明されていない。

## 形態
ナマズ形の体形で、体は比較的太いが、尾部は側扁し、後端が尖る。
全長30センチメートルほどの個体が多いが、海外では最大で1メートルにまで達するとされ、日本でも60センチメートルに達する。
体色はイタチの毛色に似た茶褐色で、腹側は淡色。各ひれの縁辺は白色。
上顎と下顎にそれぞれ三対のヒゲがある。
背鰭と臀鰭が尾鰭と繋がっている。
先端が二つに分かれた紐のような腹鰭が喉にある。
背鰭軟条数は109-139本、臀鰭軟条数は80-106本。背鰭と臀鰭は棘条を欠く。
眼径が両眼間隔より大きい。
厚い皮膚には微小な円鱗があり、表面は粘液で覆われる。

## 人間との関わり
食用になるが、まとまった水揚げがなく商品価値が低い未利用魚種で、鮮魚が日本の店頭に並ぶことはまれである。白身魚で、身が柔らかく刺身には向かない。吸い物種や味噌汁の具、唐揚げ、味噌焼きなどにされる。

## 地域呼称
ウミナマズ（紀州）、オキナマズ（高知）、ヌレゾウ（福島）